# Union’s End

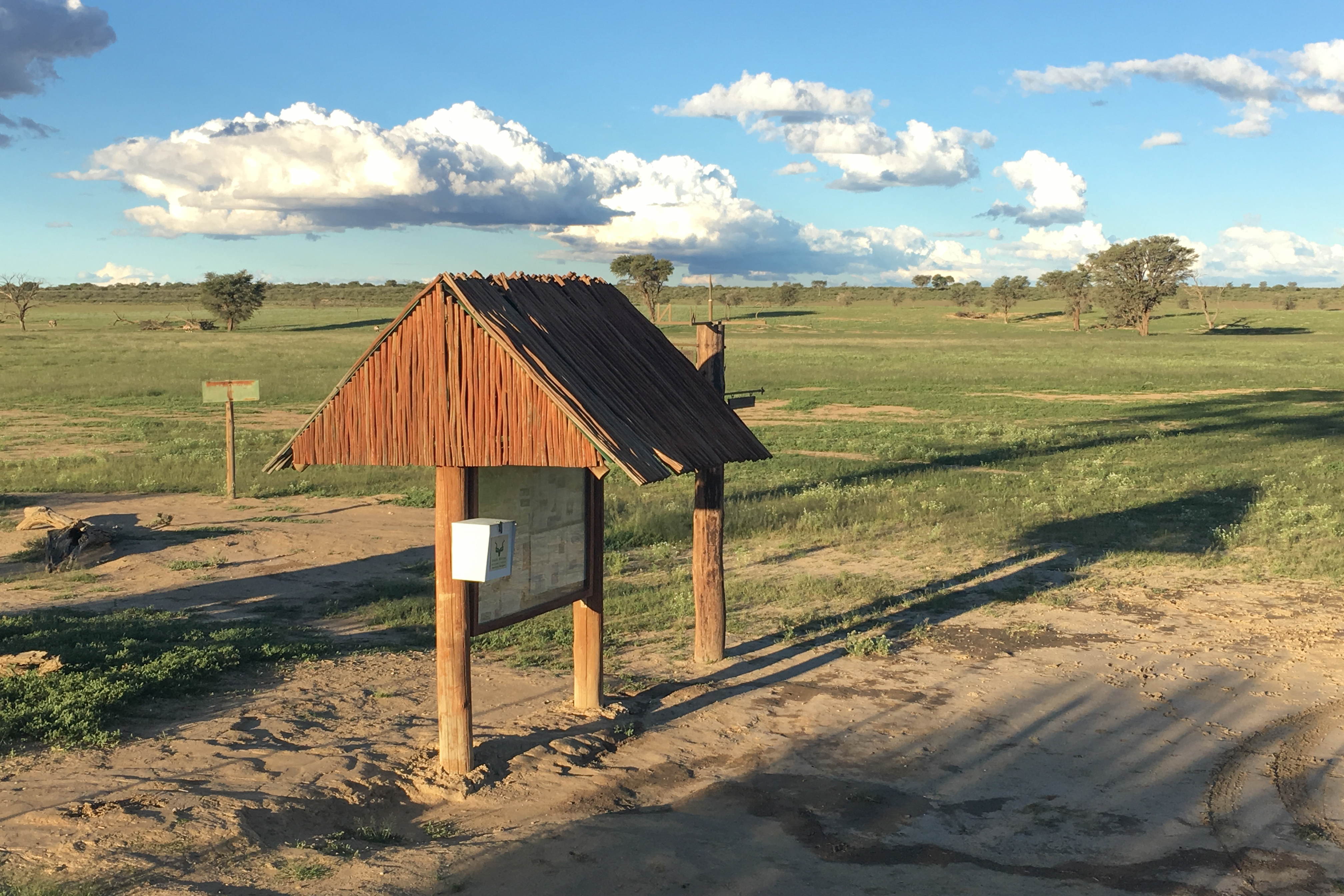
Info-Tafel beim Union’s End (2018)

Union’s End (auch Unions End) ist die geographische Bezeichnung für eine Lokalität im Dreiländereck von Namibia, Südafrika und Botswana und damit für das äußerste nordwestliche Areal Südafrikas. Hier endet in ihrem westlichen Abschnitt die Grenze zwischen Südafrika und Botswana.

## Beschreibung
Union’s End befindet sich im Kgalagadi Transfrontier National Park sowie in der Lokalgemeinde Dawid Kruiper des Distrikts ZF Mgcawu.
Der Name bezeichnet einen kleinen Landschaftsbereich in der flachen Sedimentebene des trockengefallenen Nossob-Tales. Er ist durch eine Baumgruppe, eine Hinweistafel für Touristen sowie einen Wegweiser mit Angaben zu Himmelsrichtungen und Entfernungen zu den Hauptstädten der drei Staaten gekennzeichnet. Ein Grenzübergang besteht hier nicht mehr und die Durchreise nach Namibia wird mit einem Drahtzaun verhindert. Die Weiterfahrt nach Botswana ist mittels eines Sperrschildes untersagt.
Die Bezeichnung leitet sich assoziativ („das Ende der Union“) von dem hier spitzwinklig auslaufenden und endenden Staatsgebiet der ehemaligen Union of South Africa im Kalaharigebiet ab und weil hier deren äußerster Grenzübergang bestand.
Ein Grenzschutzposten sollte hier zur Bekämpfung der Wilderei 1934 eingerichtet werden. Der Vorschlag wurde jedoch aus finanziellen Gründen fallengelassen. Für die Reisenden wurde 1936 in der Nähe ein Wasserloch gegraben. Die Grenzpassage zwischen der Südafrikanischen Union und dem damaligen South West Africa war hier seit 1938 unterbunden. Der Grenzzaun trennte den 1931 eingerichteten Kalahari National Gemsbok Park von South West Africa. Dessen Gesamtlänge wurde erst 1966 fertiggestellt.

## Besonderheiten
In der Umgebung von Union’s End, ebenso im gesamten Tal des Nossob, wachsen Bäume der Art Acacia erioloba E.Mey. (Kameldornakazie). Nach einer Untersuchung von Botanikern der Universität Pretoria aus dem Jahre 2008 können die in der Umgebung stehenden Bäume im Einzelfall über 200 Jahre alt sein.

## Verkehrsgeographischer Bezug zu Namibia
Die Grenze von Namibia verläuft an dieser Stelle streng linear in Nord-Süd-Richtung entlang des 20. östlichen Längengrades und ist mit einem Drahtzaun gesichert. Aus Richtung Gochas und ab Akanous im Trockenbett des Nossob führt bis zum Grenzdreieck eine unbefestigte Landstraße (M39) heran, deren Streckenführung in Südafrika nach Gemsbok und weiter in Richtung Upington verläuft.

## Verkehrsgeographischer Bezug zu Südafrika

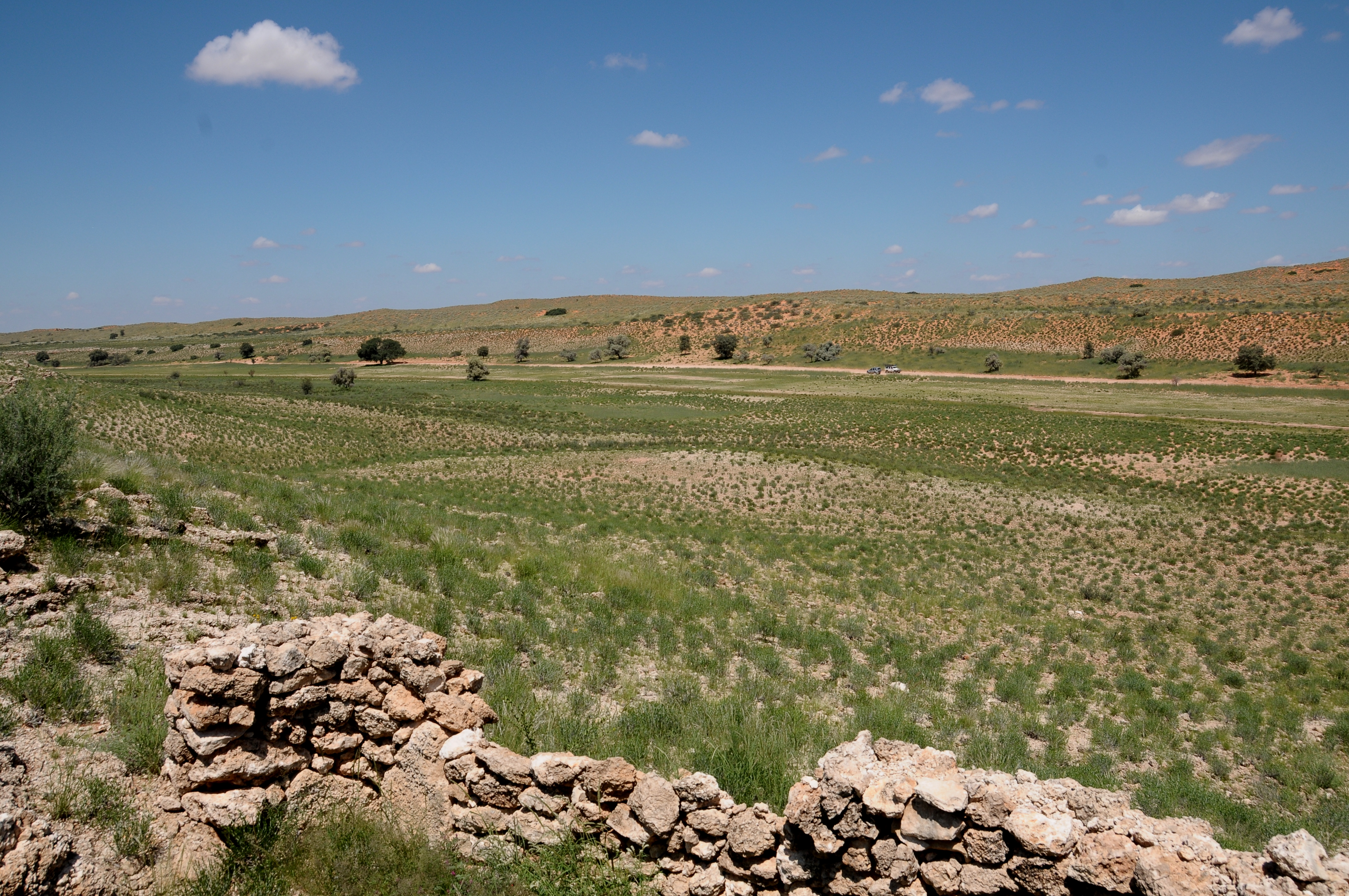
Straße im Tal des Nossob

Bei der informellen Siedlung Andriesvale zweigt von der R31, die nach Westen bis zum südafrikanisch-namibischen Grenzübergang Rietfontein führt, die Landstraße R360 ab. Diese folgt dem Trockental des Nossob flussaufwärts, passiert die kleine Siedlung Twee Rivieren mit dem Haupteingang zum Kgalagadi Transfrontier National Park, wo sich am Nordausgang der Häusergruppe auch der Straßenverlauf verzweigt. Die sich von der Taleinmündung des Auob nach Westen durch sein Trockental und die Dünenlandschaft durchquerende Straße führt bis zum südafrikanisch-namibischen Grenzübergang Welverdiend. Jedoch im Tal des Nossob weiter aufwärts verlaufend und das gleichnamige Camp berührend, erreicht die sich als Fahrspur im Untergrund markierende Straße schließlich die Lokalität Union’s End.

## Verkehrsgeographischer Bezug zu Botswana
Union’s End ist von botswanischer Seite durch keine befestigte Straße erreichbar. Aus Richtung Norden zieht sich jedoch eine Fahrspur an diesen Punkt heran, die unmittelbar parallel zum namibischen Grenzzaun verläuft.